# McLaren (Formule 1-team)

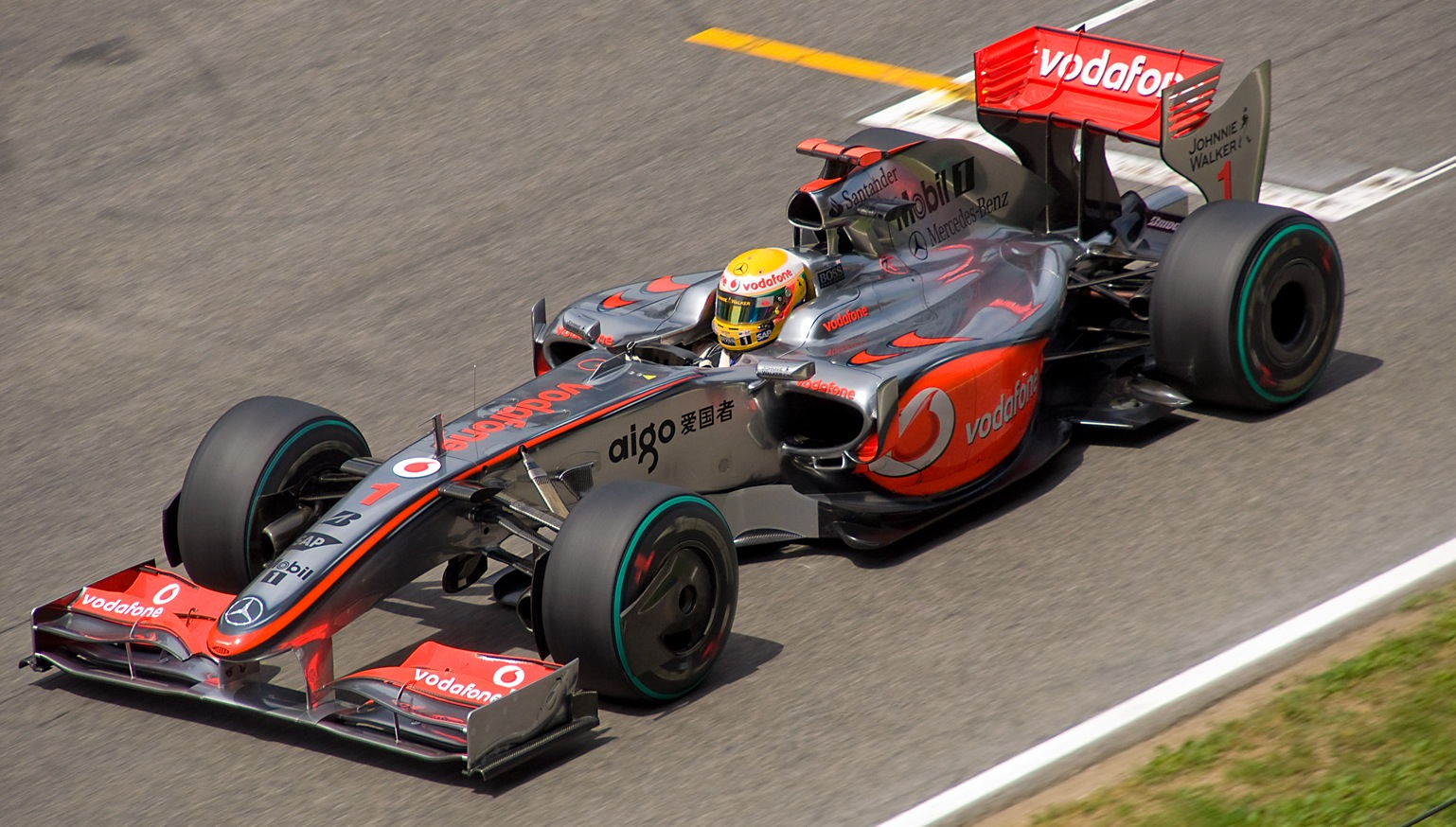
Lewis Hamilton in de McLaren MP4-24

McLaren is een raceteam in de Formule 1. Het is onderdeel van McLaren Racing, dat op zijn beurt onder de McLaren Technology Group valt. McLaren werd opgericht in 1963 en reed zijn eerste Grand Prix in 1966. Het is daarmee een van de oudste teams in de Formule 1. Met diverse motorleveranciers als Alfa Romeo, Ford, TAG (Porsche), Honda, Mercedes en met coureurs zoals Ayrton Senna, Alain Prost, Mika Häkkinen en Lewis Hamilton heeft McLaren negen keer het Formule 1-kampioenschap voor constructeurs weten te winnen en twaalf keer het kampioenschap voor coureurs.

## Oprichting
Het team werd opgericht in 1963 als Bruce McLaren Motor Racing door de Nieuw-Zeelander Bruce McLaren. De eerste Grand Prix van het team was de race in Monaco van 1966. Die race werd geen succes als gevolg van een olielek.
Tegelijkertijd met de Grand Prix participatie, deed McLaren samen met Denny Hulme mee aan de Canadees-Amerikaanse Can-Am series, waar ze vijf van de zes races wonnen. In 1968 had het team twee rijders voor zowel de Formule 1 als de Can-Am, waarbij Bruce McLaren de eerste overwinning voor het Team McLaren won op Spa-Francorchamps. In 1969 volgden drie podiumplaatsen en overwinningen in alle races in de Can-Am.

## Na de dood van Bruce McLaren
De jaren 70 begon McLaren slecht, toen teambaas Bruce overleed op 2 juni 1970 tijdens een Can-Am test op het Engelse Goodwood Circuit. Toch bleef men doorgaan met succes in Can-Am (met de McLaren M8F), Formule 1, Formule 2, IndyCar en de F5000. Eind 1972 besloot men zich op de F1 en Indycars te richten en met succes; in 1974 won men zowel het rijders als constructeurskampioenschap Formule 1 en behaalde het de eerste overwinning in de Indycar met rijder Johnny Rutherford. In 1976 werd door James Hunt het F1 kampioenschap gewonnen en wederom in de Indycar met Rutherford. Toch besloot men met de Indycars te stoppen, en in de jaren 80 ging men volledig op in de F1.

## McLaren en Ron Dennis
McLaren ging samen met het Formule 2 team van Ron Dennis. Hij maakte van McLaren hét team van de jaren 80 in de Formule 1, met de turbomotoren van Porsche (TAG geheten), later gebruikte men motoren van Alfa Romeo, Honda, Ford, Peugeot en sinds 1995 Mercedes-Benz. Op 16 april 2009 verliet Ron Dennis definitief het McLaren F1 team en trad hij ook af als CEO van de McLaren groep, hij zou voortaan McLaren Automotive (voorheen McLaren Cars) leiden, waar onder meer de Mercedes McLaren SLR geproduceerd werd.
In het begin van de jaren 80 introduceerde McLaren-ontwerper John Barnard een monocoque uit koolstofvezel. Hoewel het tegenwoordig vooral als sterk materiaal wordt gezien, werd het toentertijd met veel scepsis begroet. Toen John Watson in 1981 een ongeluk kreeg met de auto en bleek dat de koolstofvezel de klap juist veel beter opving, kreeg het materiaal zijn doorbraak in de Formule 1 (Veiligheid was echter nooit het grondbeginsel om koolstofvezel te gaan gebruiken).

#### McLaren en Honda (1988-1992)
In deze periode was Honda de motorenleverancier van het team. Dit samenwerkingsverband duurde van 1988 tot en met het seizoen 1992, in 1993 werd er over gestapt op Cosworth-motoren na terugtrekking van Honda uit de Formule 1. In 1994 werd er met Peugeot-motoren gereden.
Het eerste jaar (1988) van de samenwerking reed men met een V6 turbo-motor; de opvolgende jaren werd er gereden met een 3,5 liter V10 (1989, 1990) en 3,5 liter V12 (1991, 1992). In 1988 en 1989 waren Ayrton Senna en Alain Prost teamgenoten van elkaar. Dit leidde tot controversiële gebeurtenissen zoals in Japan 1989 waarin de twee kemphanen met elkaar botsten. Senna kon verder na de botsing, maar werd gediskwalificeerd nadat hij de chicane had afgesneden. Prost werd hierdoor wereldkampioen. Prost vertrok hierop naar Ferrari. In 1990 en 1991 werd Senna relatief eenvoudig wereldkampioen. In 1992 kon McLaren niet meer mee komen met de geavanceerde Williams FW14B.
Op 16 mei 2013 kondigde Honda aan om McLaren vanaf het seizoen 2015 opnieuw van motoren (1,6 liter V6 turbo) te zullen voorzien.

#### McLaren en Mercedes-Benz (1995-2014)
Mercedes-Benz werd in 1995 partner van het Britse team en samen hebben ze vier wereldtitels behaald: drie bij het kampioenschap voor coureurs en een bij het kampioenschap voor teams. Tijdens de Turkse Grand Prix van 27 augustus 2006 maakte McLaren voor 200e keer gebruik van de Mercedes-Benz motoren.
In de eerste twee jaren met deze combinatie werd er geen race gewonnen totdat David Coulthard in 1997 de seizoensopener in Australië won, gevolgd door drie verdere zeges. De grote successen kwamen in 1998 en 1999: Mika Häkkinen behaalde in beide jaren de wereldtitel. Dit was mede te danken aan het binnenhalen van topontwerper Adrian Newey. Tussen 2000 en 2004 konden door de dominantie van Ferrari geen titels meer worden gehaald, ook nadat de Fin Kimi Räikkönen binnen was gehaald als opvolger van Häkkinen. Räikkönen won zijn eerste race in 2003. In zowel 2003 als 2005 deed hij mee voor de titel. Uiteindelijk werd hij in beide gevallen tweede in het eindklassement door vele technische mankementen. Het succes van 2005 kon het team in 2006 niet herhalen. De auto bleek te langzaam om het te kunnen opnemen tegen Ferrari en Renault. In het seizoen 2007 had het team twee nieuwe rijders want Kimi Räikkönen was naar Ferrari gegaan en tijdens het seizoen 2006 was Juan Pablo Montoya naar de Nascar series in de Verenigde Staten vertrokken; de Spanjaard Pedro de la Rosa verving hem. Hij bleef tot aan het einde van het seizoen 2006 de tweede rijder.
De nieuwe rijders waren Fernando Alonso die overstapte van Renault en de nieuweling Lewis Hamilton die kampioen was geworden in 2006 van de GP2 Series. 15 januari onthulde Team Vodafone McLaren Mercedes de nieuwe McLaren-Mercedes MP4-22 in Valencia met de nieuwe hoofdsponsor Vodafone. Op 2 november 2007 maakte Alonso bekend het na een jaar voor gezien te houden bij McLaren. Als reden werd gegeven dat de samenwerking tussen Alonso en het team "niet goed uit de verf kwam". Er wordt echter getwijfeld of dit de werkelijke reden is. De wereldtitel ging uiteindelijk naar Kimi Räikkönen en Ferrari.
In 2008 werd Lewis Hamilton wereldkampioen voor McLaren. De constructeurstitel ging echter naar Ferrari.
Vijftien jaar McLaren-Mercedes had de combinatie anno 2009 60 Grand Prix-zeges, drie rijderstitels en één constructeurstitel opgeleverd. Voor het kampioenschap van 2010 had Mercedes-Benz zich ingekocht bij Brawn GP. De naam van dat team was veranderd in Mercedes Grand Prix. Dit team werd hierdoor het fabrieksteam van Mercedes (voor het eerst sinds 1955). Dit betekende voor McLaren dat het moederbedrijf van Mercedes Daimler de 40 procent van de aandelen die zij in McLaren bezat moet teruggeven aan de McLaren Group. Daarnaast werd het contract voor de motorleveranties tot 2015 verlengd maar het exclusiviteitscontract tussen McLaren en Mercedes verviel. Tussen 2010 en 2012 zijn Lewis Hamilton en Jenson Button het rijdersduo. Hoewel er in deze periode races werden gewonnen, waren het Sebastian Vettel en Red Bull Racing die alle wereldtitels pakten.
Eind 2012 vertrok Lewis Hamilton naar Mercedes Grand Prix en werd Sergio Pérez zijn opvolger. Na een matig jaar waarin geen race werd gewonnen vertrok Perez alweer en werd de jonge debutant Kevin Magnussen aangesteld als tweede coureur naast de ervaren Jenson Button voor 2014. In dit jaar keerde Ron Dennis terug als CEO en vertrok teambaas Martin Whitmarsh vanwege de slechte resultaten. Het team had al vijf jaar geen wereldtitel meer gewonnen. De Fransman Éric Boullier werd zijn vervanger. Ook in 2014 werd er weer geen race gewonnen.

#### McLaren en Honda (2015-2017)
In december 2014 keerde Fernando Alonso terug bij het team. Volgens Alonso en Ron Dennis waren de interne strubbelingen van 2007 verleden tijd. Dit betekende dat de jonge Deen Kevin Magnussen al na één jaar moest vertrekken. Magnussen reed nog wel de eerste race in Australië, omdat Alonso tijdens een test zwaar was gecrasht en rust moest houden. 2015 luidde voor McLaren een nieuw tijdperk in. Voor het eerst sinds 1992 lag er weer een Honda-motor achter in de McLaren. Het jaar verliep zeer moeizaam, aangezien de auto veel te langzaam en onbetrouwbaar was. Het team eindigde als negende in de constructeurstitel, het slechtste resultaat sinds 1980. In 2016 waren de resultaten veel beter, en eindigde Alonso in het kampioenschap zelfs voor Felipe Massa, maar het was wel duidelijk dat het concept van de motor tekortschoot. Daarom werd een nieuwe motor ontwikkeld voor het seizoen 2017, maar die leverde niet de verhoopte resultaten. In november 2016 werd Zak Brown aangesteld als nieuwe teambaas. Hiermee werd Ron Dennis na 35 jaar aan de kant gezet. In juni 2017 verkocht Dennis zijn resterende aandelen. Op 15 september 2017 werd bekendgemaakt dat McLaren en Honda hun samenwerking stopzetten op het einde van het seizoen. Vanaf 2018 reed McLaren met motoren van Renault.

#### McLaren en Renault (2018-2020)
Voor het seizoen van 2018 beweerde McLaren dat de McLaren MCL33 met de Renault-motor op gelijke hoogte zou zijn met de Red Bull RB14 van Red Bull, die ook Renault als motorleverancier had. Dit bleek zo te zijn tijdens de wintertest voor het seizoen, waar goede tijden werden neer gezet. In het begin van het seizoen, de eerste 5 races, werden er constant punten gescoord, maar de wagen bleek toch niet competitief genoeg te zijn om voor podiumplaatsen te strijden. McLaren stond na 5 races 4e in het constructeurs kampioenschap met 40 punten. De races die volgen verliepen minder goed voor McLaren en hoe verder het seizoen vorderde, hoe meer de wagen naar achter gaat. Uiteindelijk belandde de McLaren MCL33 achteraan de grid en werden er amper geen punten gescoord.
In 2019 reed het team met twee nieuwe coureurs, namelijk Carlos Sainz jr. en Lando Norris. In het seizoen van 2019 wist McLaren 1 podium te halen op het circuit Autódromo José Carlos Pace De line-up voor dit jaar bleek erg sterk te zijn en McLaren scoorde daarom meerdere punten. In 2019 maakte McLaren ook bekend om van motorleverancier over te stappen. McLaren zal voor 2021 rijden met een Mercedes motor. 
Ook in 2020 bleek de MCL35 een goede wagen te zijn. Lando Norris wist het podium te halen tijdens de eerste race in Oostenrijk, Carlos Sainz finishte tweede tijdens de Grand Prix van Italië. De strijd in het constructeurs kampioenschap bleef tot de laatste race onbeslist, uiteindelijk wist McLaren de felbegeerde derde plaats te pakken en versloegen zij Racing Point en Renault.  

#### McLaren en Mercedes (2021-heden)
In 2021 werd Carlos Sainz jr. vervangen door Daniel Ricciardo die samen met Lando Norris de MCL35M bestuurde. In 2021 wist McLaren samen met Daniel Ricciardo de eerste race overwinning te bemachtigen tijdens de Grand Prix van Italië en de eerste één-twee finish sinds 2010. Dit was een positief teken voor het team met de hoop dat de worstelende Ricciardo betere resultaten zou tonen in het tweede helft van het seizoen. McLaren eindigde het jaar op de vierde plek met 275 punten.
In 2022 heeft McLaren de coureurs Daniel Ricciardo en Lando Norris behouden, die samen de MCL36 bestuurde. McLaren had een moeilijk jaar met een Ricciardo die niet presteerde en steeds meer kritiek ontving en een auto die niet veel wist te presteren vergeleken met vorige jaren. Het team wist één podium te bemachtigen met Lando Norris die derde finishte op de Grand Prix van Imola. In Augustus 2022 werd aangekondigd dat Ricciardo het team zou verlaten aan het einde van het seizoen en dat Oscar Piastri bij Mclaren zou rijden vanaf 2023.

#### Spionagezaak
Eind juni 2007 werd bekend dat Mike Coughlan, ontwerper voor het team, vertrouwelijke documenten van Ferrari liet kopiëren door zijn vrouw bij een kopieercentrum in de buurt van het Britse Woking waar ook de fabriek van het Engelse team staat. Dit werd opgemerkt door een medewerker van het kopieercentrum en die stelde het team van Ferrari daar telefonisch van op de hoogte. Dat was de reden voor het Italiaanse team om een onderzoek te laten instellen naar Coughlan. De ontwerper werd prompt op non-actief gezet door McLaren. Op 16 juli 2007 bracht McLaren in een nieuwe verklaring naar buiten dat Coughlan alleen handelde en na eigen onderzoek geen andere werknemers in het bezit waren van de Ferrari-documenten. Op 7 september bleek echter dat Fernando Alonso en Pedro de la Rosa in een e-mail vertrouwelijke informatie over de afstelling van de Ferrari F2007 hadden uitgewisseld.
Op 13 september 2007 deed de Wereldraad voor Motorsport de uitspraak dat McLaren een boete van 100 miljoen dollar kreeg opgelegd, en alle in 2007 gescoorde punten moet inleveren. Rijders Lewis Hamilton en Fernando Alonso mochten hun punten wel behouden. Doordat het team geen punten scoort, zal het ook geen prijzengeld verdienen. Als in december blijkt dat McLaren geen inbreuk heeft gemaakt op intellectuele rechten, mag het in seizoen 2008 weer meedoen, mits de boete betaald is.
McLaren heeft besloten de uitspraak niet te zullen aanvechten door middel van een hoger beroep.

## Resultaten
Het team is een van de succesvolste Formule 1 teams. Na Ferrari is McLaren de langste deelnemer aan het kampioenschap. McLaren doet sinds 1966 mee. Hieronder staat een kleine samenvatting van de belangrijkste resultaten behaald door het team.
- De gewonnen constructeurskampioenschappen: 9 (1974, 1984, 1985, 1988, 1989, 1990, 1991, 1998 en 2024)
- Tweede in de constructeurskampioenschappen: 13
- Derde in de constructeurskampioenschappen: 8
- De gewonnen coureurskampioenschappen: 12 (1974, 1976, 1984, 1985, 1986, 1988, 1989, 1990, 1991, 1998, 1999, 2008)

## Trivia
- McLaren Automotive is opgericht in 1989 en produceert sportauto's, onder andere  eind jaren 80 de McLaren F1, en tot 2010 de Mercedes-Benz SLR McLaren in samenwerking met Mercedes-Benz.